# Història de Catalunya amb cançons
Història de Catalunya amb Cançons és una cantata "per a solistes, cor infantil, narradors i orquestra simfònica" enregistrada i editada el 1971 per Edigsa. Antoni Ros-Marbà en compongué la música a partir dels textos realitzats per l'escriptor Jaume Picas. Aquesta obra permeté, d'una manera lúdica, fer arribar la història de Catalunya als infants en un període de censura cultural, tot posant música i veu a algunes etapes històriques clau, com la llegenda de Guifré el Pilós o la Renaixença literària. 43 anys després se'n va fer una versió ampliada.

## Primera versió
Presentat com si es tractés d'un conte, l'actriu Àngels Moll n'era la narradora i les cançons eren interpretades per la cantautora Guillermina Motta, els membres de La Trinca Josep Maria Mainat i Toni Cruz, i un cor infantil de les Escoles Virtèlia. Aquest primer àlbum constava d'una funda amb les lletres de les cançons i amb il·lustracions de Llucià Navarro.

## Segona versió
El 2014 es va publicar una nova versió del disc on, ara ja sense censura, s'hi van afegir certs fets històrics omesos en la versió de l'any 1971, com ara la guerra civil i la diada de l'onze de setembre. Així, la Història de Catalunya amb Cançons fou completada amb 6 noves cançons, s'allargà la narració que les enllaça i s'aprofità per reorquestrar algunes de les cançons ja existents. Els nous textos són de l'escriptor Miquel Desclot; Antoni Ros-Marbà va tornar a compondre la música; els narradors van ser Lloll Bertran i Lluís Soler, i la interpretació musical es va fer a càrrec de l'Orquestra Simfònica de Barcelona i Nacional de Catalunya, el Cor Infantil Amics de la Unió (dirigit per Josep Vila i Jover), i les veus de Nina, Daniel Anglès, Josep Maria Mainat i Toni Cruz.
Amb l'obra ja acabada, se'n va editar la partitura (veu i piano, materials d'orquestra i partitura general) i s'enregistrà un disc compacte.
L'obra s'estrenà el 16 d'agost de 2014 al Festival de Peralada.

## Cançons
De la primera edició
01. Els avantpassats
02. El comte Guifré el pilós
03. Catalunya i Aragó
04. Jaume I
05. Els Almogàvers
07. El compromís de Casp
08. L'emperador Carles V
09. El tractat dels Pirineus
10. La Guerra de Successió
11. La Renaixença Literària

Afegides el 2014
06. Terra de creadors
12. El drac modernista
13. Les normes ortogràfiques
14. El President Macià
15. La Guerra Civil
16. L'Onze de setembre del 1977
+ (versió no censurada de La Guerra de Successió)